# والتر نووتنی
والتر نووتنی (به آلمانی: Walter Nowotny) (۷ دسامبر ۱۹۲۰–۸ نوامبر ۱۹۴۴) نظامی و خلبان تک‌خال آلمانی اتریش‌تبار در دوره رایش سوم بود که با داشتن ۲۵۸ پیروزی هوایی در لوفت‌وافه یکی از برترین خلبان‌های تاریخ به حساب می‌آید.

## زندگی‌نامه
والتر نووتنی روز ۷ دسامبر سال ۱۹۲۰ در گمونت، شهر کوچکی در اتریش زاده شد. پدرش از مقامات راه‌آهن و دو برادرش افسر بودند. والتر عضو گروه هم‌سرایان در صومعه سیسترسی‌ها در سْوِتْل شد. با انتقال پدرش به وایدهوفن تحصیلات متوسطه را آن‌جا با عملکرد بسیار خوب گذراند. خدمت وظیفه خود را در خدمات کار رایش آغاز کرد و سپس داوطلب خدمت در لوفت‌وافه، نیروی هوایی رایش سوم شد تا روز ۱ اکتبر سال ۱۹۳۹ وارد آن گردید. پس از گذراندن دوره آموزش خلبانی، به برسلاو منتقل شد تا با هواگرد جنگنده از حریم هوایی کارخانجات صنعتی لئونا محافظت کند. مدت کوتاهی بعد در جناح ۵۴ شکاری قرار گرفت. پس از ترفیع به درجه ستوان دومی در روز ۱ آوریل سال ۱۹۴۱، با عمل در قسمت شمالی جبهه شرقی، نووتنی سه پیروزی هوایی نخست خود در یک مأموریت رزمی در قالب اسکادران ۹ جناح در روز ۱۹ ژوئیه همان سال حاصل کرد. هواگرد او در درگیری آخر آسیب دید و در نزدیکی جزیره سارما در دریای بالتیکسقوط کرد. نووتنی دو شبانه‌روز را در یک قایق سپری نمود تا این که توانست خود را به ساحل برساند و نجات یابد. تا ماه اوت پیروزی‌های هوایی او از ده مورد گذشت و این مسئله نشان درجه یک صلیب آهنین را برای او به ارمغان آورد. با استقرار جناح در یک پایگاه هوایی در ناحیه لنینگراد، شمار پیروزی‌های هوایی نووتنی شروع به رشد کرد. روز ۱۴ سپتامبر با ۵۶ پیروزی هوایی مفتخر به دریافت نشان صلیب شوالیه صلیب آهنین شد. روز ۲۵ اکتبر فرماندهی اسکادران ۱ جناح ۵۴ شکاری را بر عهده گرفت. از ماه نوامبر با هواگرد جدید اف‌و ۱۹۰آ پرواز می‌کرد.

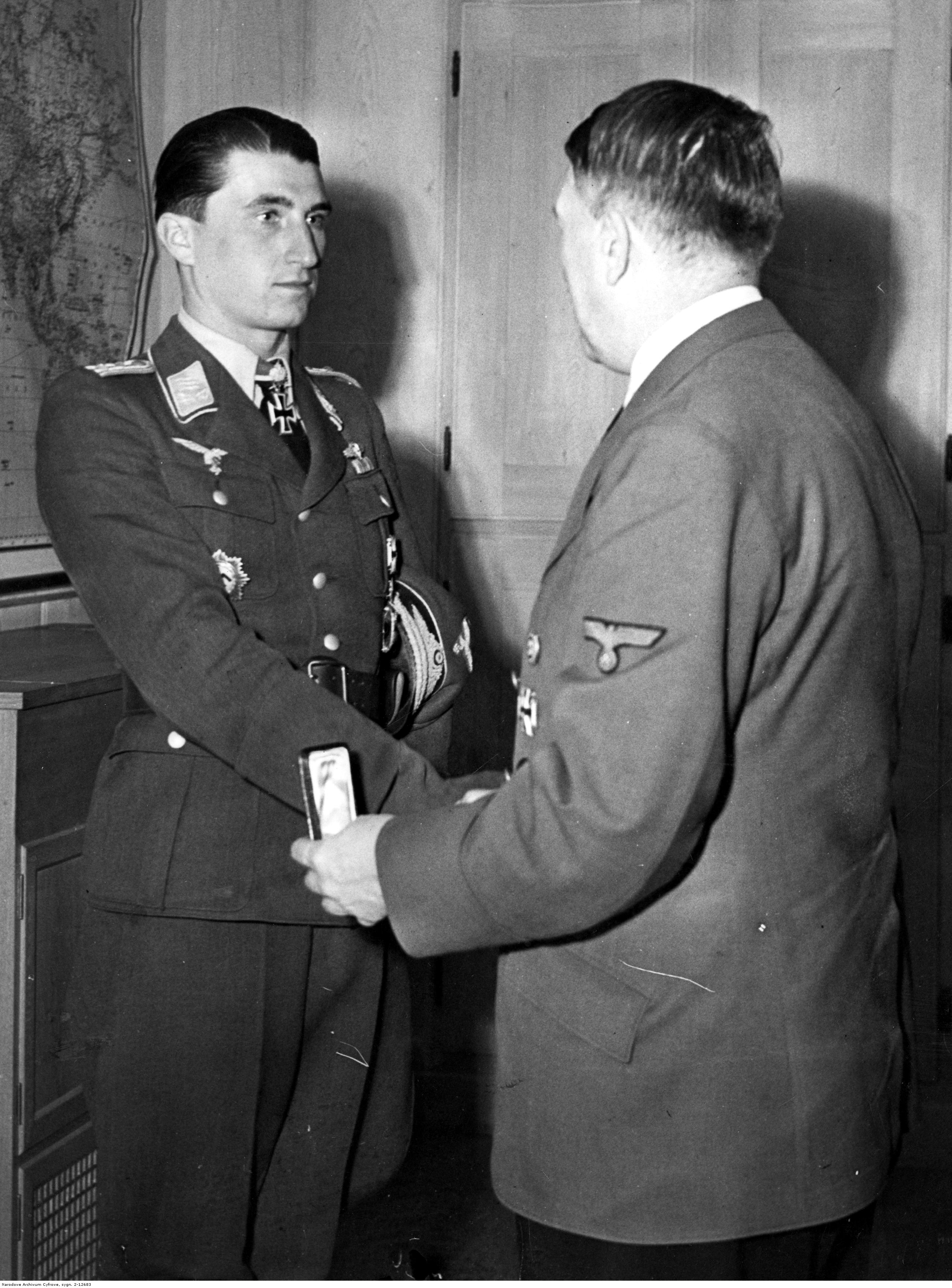
در حال دریافت نشان از پیشوا، ۱۹۴۳

نووتنی از تابستان سال ۱۹۴۳ در زمره خلبانان بسیار موفق لوفت‌وافه جای گرفت. او ماه ژوئن این سال ۴۱ پیروزی هوایی کسب کرد. صدمین در روز ۱۵ ژوئن و ده مورد در روز ۲۴ ژوئن حاصل گشت. در جریان عملیات سیتادل روز پنج ژوئیه با گروه هوایی ۱ جناح ۵۴ شکاری به مناطق جنوبی‌تر در جناح شمالی برآمدگی کورسک منتقل شد. نووتنی از درگیری‌های هوایی سخت این نبردگاه با خوش‌شانسی جان به در برد. در پی از دست رفتن متوالی چند تن از فرماندهان، نووتنی با درجه ستوان یکمی روز ۲۱ اوت به فرماندهی گروه ۱ جناح ۵۴ شکاری منصوب شد. او در طول این ماه ۴۹ هواگرد دشمن را ساقط کرد. روز ۱ سپتامبر مجدد ده هواگرد، از جمله هفت مورد در عرض تنها هفده دقیقه، را در یک روز سرنگون نمود. روز ۴ سپتامبر با ۱۴۱ پیروزی هوایی گیره برگ‌های بلوط به نشان صلیب شوالیه او افزوده شد. تا هنگامی که به راستنبورک برود تا این گیره را دریافت کند پیروزی‌های هوایی خود را به ۲۲۰ مورد رساند. بدین شکل در همان مراسم شمشیرهای صلیب شوالیه نیز به او اعطا گردید. نووتنی در این زمان موفق‌ترین خلبان جنگنده در جهان بود. تا روز ۱۴ اکتبر با ترفیع به درجه سروانی، پیروزهای هوایی او به مرز ۲۵۰ مورد، نخستین بار در جهان، صعود کرد. روز ۱۹ اکتبر الماس‌های صلیب شوالیه هم به او تعلق گرفت. هنگام تماس تلفنی شخص پیشوا در این رابطه، نووتنی در یک بار در ویلنیوس در لیتوانی بود. دویست و پنجاه و پنجمین و آخرین پیروزی هوایی او در جبهه شرقی روز ۱۵ نوامبر سال ۱۹۴۳ رقم خورد. زان پس به عنوان یکی از مزین‌ترین خلبانان لوفت‌وافه از انجام سورتی‌های رزمی منع شد. بدین شکل به یک جایگاه غیر رزمی، فرماندهی دانشکده پرواز در پو در فرانسه در قالب جناح ۱۰۱ شکاری منتقل شد. با علاقه به پرواز، از این انتصاب راضی نبود.
با به‌کارگیری هواگردهای جت ام‌ایی ۲۶۲ برای دفاع از رایش، ماه سپتامبر سال ۱۹۴۴ نووتنی با درجه سرگردی از جانب سرتیپ آدولف گالانت، بازرس نیروهای جنگنده، به فرماندهی یک یگان موسوم به کوماندو نووتنی، متشکل از دو اسکادران از این هواگردها، برگزیده شد. عملکرد این یگان با مشکلات فنی هواگردهای ام‌ایی ۲۶۲ که به چندین حادثه منجر شد، با اختلاف مواجه بود. نووتنی روز ۸ نوامبر قصد داشت از پایگاه هِسِپه با یکی از جت‌ها برای رهگیری بمب‌افکن‌های آمریکایی به پرواز درآید که موتور هواگرد روشن نشد. به هر صورت بعد از ظهر همان روز به هوا خاست و در پیام رادیویی اعلام کرد یک بمب‌افکن و احتمالاً یک جنگنده پی-۵۱ دشمن را سرنگون نموده‌است. سپس گزارش از مشکل در موتور هواگرد خود داد. به این ترتیب، سرگرد والتر نووتنی در مقابل چشمان گالانت، با یک شیرجه عمودی از آسمان به زمین سقوط کرد. تمام آنچه بازیابی شد بقایای حداقلی از جسد او و نشان‌هایش بود.

## نشان‌ها
- صلیب آهنین:
  - درجه یک: اوت ۱۹۴۱
- صلیب شوالیه صلیب آهنین: ۱۴ سپتامبر ۱۹۴۲
  - برگ‌های بلوط: ۴ سپتامبر ۱۹۴۳
  - شمشیرها: ۲۲ ژوئیه سال ۱۹۴۴
  - الماس‌ها: ۱۹ اکتبر ۱۹۴۳